# Ауэршперг, Карл Вильгельм фон
Карл Вильгельм Филипп фон Ауэршперг (нем. Karl Willhelm Philipp Fürst von Auersperg; 1 мая 1814 — 4 января 1890) — австрийский и австро-венгерский государственный деятель; министр-президент Цислейтании в 1867—1868 годах. Князь.

## Биография
Карл Вильгельм фон Ауэршперг родился 1 мая 1814 года в Праге, принадлежал к династии имперских князей Ауэршпергов. Брат Адольфа Вильгельма Даниэля фон Ауэршперга — министр-президента Цислейтании в 1871—1879 годах.
Впервые в качестве политического деятеля проявил себя в 1840-х годах, представлял интересы богемского дворянства в Ландтаге Богемии; примыкал к оппозиции канцлеру Меттерниху.
После революционных событий 1848 года перешёл в лагерь немецких либералов, стал противником чешского национального движения.
В 1861—1883 годах (с перерывами) — вновь член богемского ландтага. 23 апреля 1872 года назначен оберстландмаршалом (председателем) земельного парламента; занимал эту должность до 31 мая 1883 года. Одновременно в 1861—1890 годах — член Палаты господ (Heerenhaus) Рейхсрата; был президентом палаты.
После принятия Австро-венгерского соглашения и его закрепления в Декабрьской конституции, 30 декабря 1867 года назначен министр-президентом Цислейтании (т. н. «гражданское» или «мещанское министерство», Bürgerministerium). На период работы правительства пришлось принятие «майских законов» (25 мая 1868), ограничивавших конкордат империи с Католической Церковью; вводивших светский брак, свободу вероисповедания и отделивших от церкви школу.
Проявил себя как сторонник централизации. Проводил переговоры с чехами, однако был не согласен с позицией министров иностранных дел Бейста и внутренних дел Тааффе, считая, что их предложения о федерализации Цислейтании являются чрезмерными. 24 сентября 1868 года Ауэршперг покинул пост главы правительства.
После отставки вновь занимал посты председателя ландтага Богемии и Палаты господ. Выступал против автономии Чехии; предложений правительства Потоцкого и «Фундаментальных статей», выработанных правительством Гогенварта.
После 1883 года отошёл от активной общественной жизни. Скончался 4 января 1890 года в родном городе.
Был женат на графине Эрнестине фон Тольна (1831—1901), но детей в этом браке не было. Следующим главой рода — 9-м князем фон Ауэршперг — стал его племянник Карл Мария Александр (1859—1927; нем.), будущий австрийский политический деятель.